# Peter Zihlmann
Peter Zihlmann (Sursee, 28 november 1977) is een Zwitserse jazzmuzikant, die piano speelt.

## Biografie
Zihlmann kreeg klassieke pianoles, maar kreeg ook belangstelling voor popmuziek en, vooral, improvisatie. Hij studeerde aan het conservatorium van Luzern jazzpiano en -zang (1998-2003), daarna in Amsterdam, waar hij zich ook weer toelegde op klassieke piano.
In 2003 richtte hij met drummer Tobias Friedli en bassist Patrick Sommer het trio Troja op, een trio dat nog steeds bestaat. Hiermee nam Zihlmann drie studioalbums op en toerde hij in Europa, onder andere in Nederland en België. Met gitarist Franz Hellmüller vormt hij een duo, waarmee hij twee platen maakte. Daarnaast behoort hij tot de groep Keller’s 10. Zihlmann is te horen op opnames van Conny Riebli en de (wereldmuziek)groep Ayé.
De laatste jaren richt Zihlmann zich steeds meer op componeren en arrangeren, onder andere voor zijn a-capella-groep Pagare Insieme, het Zwitserse Circus Monti en voor muziektheater. In 2016 componeerde hij voor het Lucerne Jazz Orchestra. Zihlmann werkt als freelancer in Luzern en geeft pianoles aan het conservatorium aldaar.

## Prijzen en onderscheidingen
In 2003 won Troja op het Montreux Jazz Festival de Special Award for Best Composition. Dankzij een stipendium van de Otto Pfeiffer Stiftung schreef hij een suite voor jazzorkest (Tales of the Old World), een co-productie met SRF2.

## Discografie (selectie)
- Hellmüller/Zihlmann Twilight Conversations (Altrisuoni 2006)
- Troja Island Sceneries (Brambus Records 2007)
- Peter Zihlmann & Tow Orchestra Tales Of The Old World (Unit Records 2009, met Dave Blaser, Lukas Wyss, Marc Unternährer, Adrian Pflugshaupt, Christoph Irniger, Reto Anneler, Tobias Preisig, Samuel Nyffeler, Simon Heggendorn, Stefan Aeby, Franz Hellmüller, Patrick Sommer, Tobias Friedli)
- Troja Juf (Unit Records 2011)
- Peter Zihlmann & Lucerne Jazz Orchestra Beromünster (Musiques Suisses 2016)